# Henry Fourdrinier

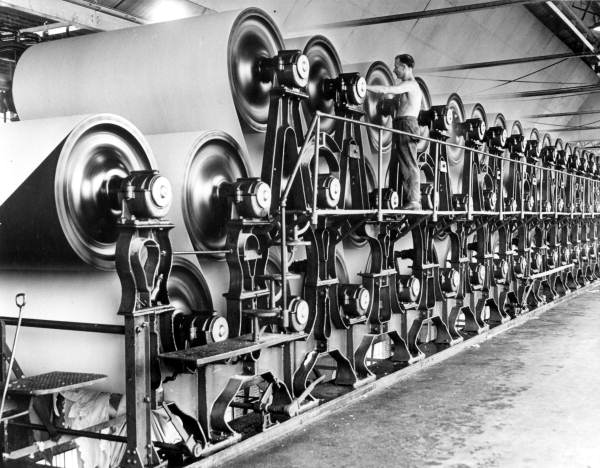
Une machine type Fourdrinier : des tambours chauffés accélèrent le séchage de la pâte à papier.

Henry Fourdrinier (né le 11 février 1766 à Londres, dans Lombard Street – mort le 3 septembre 1854 à Mavesyn Ridware, près de Rugeley) est un inventeur britannique.

## Biographie
Fils d'un papetier et petit-fils du graveur Paul Fourdrinier (en) (1698-1758, parfois cité à tort comme Pierre Fourdrinier), il mit au point, avec l'aide de son frère Sealy, une sécheuse à papier permettant de conditionner le papier en rouleaux. Il en obtint le brevet le 24 juillet 1806. La fabrication de cette machine avait coûté 60 000 £ et provoqua la faillite de l'entreprise familiale. La complexité du code de lois britanniques rendait la protection du brevet d'exclusivité coûteuse, et elle fut copiée abondamment. En 1814, le tsar avait autorisé la fabrication de deux machines à Peterhof, à la condition que les exploitants reversent annuellement 700 £ à Fourdrinier pendant les dix premières années mais, malgré des réclamations auprès du tsar Nicolas, ces versements ne furent jamais effectués. En 1839, Fourdrinier en appela au Parlement, et, en 1840, il reçut, au nom de sa famille, un dédommagement de 7 000 £.